# Dewsbury
Dewsbury ist eine Mittelstadt im Metropolitan Borough Kirklees der englischen Grafschaft West Yorkshire. Laut Volkszählung besaß Dewsbury im Jahre 2001 insgesamt 54.341 Einwohner.

## Geografie
Am Fluss Calder innerhalb der Landschaft West Riding of Yorkshire ist Dewsbury von einer Reihe größerer Städte umgeben, denen es als Pendlergemeinde dient: Leeds und Bradford liegen rund 12 km nördlich, Huddersfield etwa ebensoweit südwestlich und Wakefield rund 10 km östlich. Verkehrstechnisch ist die Stadt über die Autobahn M 1 und über die Bahnlinie der Huddersfield Line angebunden. Die Ortsmitte liegt 40–55 m über dem Meeresspiegel, die hügelige Gemarkung steigt bei Grange Moor bis auf 230 m an.

## Geschichte
Dewsbury wurde bereits im Jahre 627 erstmals erwähnt, als Paulinus, der erste Bischof von York, hier predigte. Zahlreiche Gräberfunde in Dewsbury und Thornhill belegen, dass die Gegend in angelsächsischer Zeit, als sie zum Königreich Deira bzw. Northumbria gehörte, dicht besiedelt war. Nach der normannischen Eroberung wird der Ort im Domesday Book von 1085 als Deusberia erwähnt; der genaue Ursprung dieses Namens ist unklar – der erste Teil des Namens kann sich auf einen Erstbesiedeler namens Dui, Dew oder Deus beziehen oder auf den Gott Tiu, der zweite Teil bedeutet wahrscheinlich Burg oder Hügel. Im 13. Jh. entstand am Ufer des Calder das Münster (Minster) von Dewsbury, angeblich an der Stelle, an der bereits Paulinus gepredigt hatte. In der Kirche befindet sich die Glocke Devil's Knell, die jedes Jahr am Weihnachtsabend mit ihrem Geläute anzeigt, wie viele Jahre seit Christi Geburt vergangen sind, d. h. im Jahre 2006 schlägt die Glocke zu Weihnachten 2006 mal. Diese Tradition existiert seit dem 15. Jahrhundert als Sir Thomas de Soothill die Glocke spendete; ein Reueakt, nachdem er einen Jungen im Zorn getötet hatte.
Seit dem 14. Jh. ist Dewsbury Marktort für die lokale Textilindustrie. Wegen des Auftretens der Pest in den Jahren 1593 und 1603 wurde dieser Markt für längere Zeit geschlossen und erst im Jahre 1741 wiedereröffnet. In der Mitte des 18. Jhs. predigte der Begründer der methodistischen Kirche, John Wesley, insgesamt fünf Mal in Dewsbury; die Methodist Society von Dewsbury wurde im Jahre 1746 gegründet und anlässlich des hundertjährigen Jubiläums dieses Ereignisses wurde die Centenary Chapel erbaut.
1770 erhielt Dewsbury durch einen Zweigkanal Anschluss an das Calder-and-Hebble-Kanalnetz, sodass die in Dewsbury erzeugten Waren fortan nach Hull und Manchester verschifft werden konnten. Die Stadt war vor allem für die Produktion von Shoddy-Textilien bekannt, daneben blühte hier, wie in den Nachbarstädten, der Steinkohle-Bergbau. Im Jahre 1848 erhielt Dewsbury schließlich auch einen Eisenbahnanschluss. Die Industrialisierung brachte auch einen Schub bei den Bevölkerungszahlen mit sich; lebten 1801 noch 4566 Einwohner, so waren es 1890 bereits ca. 30.000. 1862 wurde Dewsbury Municipal Borough, sechs Jahre später ein eigener Wahlkreis bei den Unterhauswahlen. Zu den Bauten der viktorianischen Zeit gehört vor allem das Rathaus aus dem Jahr 1848. In der Folge wurden Ravensthorpe, Thornhill und Soothill Nether sowie die Hälfte von Soothill Upper eingemeindet. 1913 wurde Dewsbury zum County Borough erhoben. 1911 hatte Dewsbury 53.351 Einwohner, seither stagniert diese Zahl weitgehend.
Gegen Ende des 19. Jahrhunderts wanderten v. a. viele irische Arbeitskräfte in die Stadt ein, woran unter anderem der Name des lokalen Rugbyclubs Dewsbury Celtics erinnert. Seit den 1950er Jahren nahm die Zuwanderung aus Pakistan und anderen südasiatischen Staaten zu; dieser Personenkreis stellte vor allem Arbeiter für die Textilindustrie, die bis dahin unter Arbeitskräftemangel zu leiden hatte. Von den 54.341 Einwohnern im Jahre 2001 sind gemäß der Volkszählung rund 13.000 Menschen asiatischer Herkunft.

## Wirtschaft
Während in der Stadtmitte Einzelhandelsketten wie Sainsbury’s, Halfords, Next und Matalan für wirtschaftliche Belebung sorgen und auch der Osten der Stadt als wohlhabend gilt, sind andere Viertel eher heruntergekommen, sodass die Stadt EU-Fördergelder für deren Sanierung erhält. Dewsbury Moor, Ravensthorpe und Chickenley zählen zu den 10 % der ärmsten Gegenden Großbritanniens. Ein Drittel der Wohnungen in der Stadt ist ohne Zentralheizung, auch die Arbeitslosigkeit ist überdurchschnittlich hoch. Trotz des hohen Migrantenanteils ist Dewsbury von Rassenunruhen weitgehend verschont geblieben. Dennoch hat die rechtsextreme BNP hier einigen Zulauf. Dewsbury ist außerdem britischer Sitz der islamischen Missionsorganisation Tablighi Jamaat.

## Sport
Die Stadt ist Heimat des Rugby-Clubs Dewsbury Rams, deren Stadion sich an der Owl Lane befindet. Das ursprüngliche Stadion Crown Flatts fiel Ende der 1980er Jahre einem Brandanschlag zum Opfer.

## Bildung
Die Statistik von 2005 weist die Dewsbury’s Eastborough Junior Infant and Nursery School als diejenige Schule aus, deren Leistungen sich in den vorangegangenen vier Jahren am stärksten verbessert hatten. Das Batley College of Art and Design, das Teil des Dewsbury Colleges ist, ist bekannt für seine Leistungen im Bereich des Drucks und der textilbezogenen Kunst.

## Persönlichkeiten
- Benjamin Bailey (1791–1871), Missionar
- Walter Grimshaw (1832–1890), Pfandleiher und Komponist von Schachaufgaben
- Thomas Clifford Allbutt (1836–1925), Arzt, Erfinder des klinischen Thermometers
- Owen Willans Richardson (1879–1959), Physiker, Nobelpreisträger
- Fred Hopkin (1895–1970), Fußballspieler
- Betty Lockwood, Baroness Lockwood (1924–2019), Politikerin der Labour Party und Life Peeress
- Reginald Earnshaw (1927–1941), wahrscheinlich der jüngste Mensch, der während des Zweiten Weltkriegs bei den britischen Streitkräften getötet wurde
- Betty Boothroyd (1929–2023), Madame Speaker des Britischen Unterhauses
- Patrick Stewart (* 1940 im nahen Mirfield), Schauspieler
- Mary Tamm (1950–2012), Schauspielerin
- Andrew Morton (* 1953), Journalist und Buchautor
- Simon H. Fell (1959–2020), Kontrabassist und Komponist
- Dean S. Jagger (* 1978), Schauspieler
- Danny Brough (* 1983), Rugby-League-Spieler
- Tymal Mills (* 1992), Cricketspieler